# Дедечко Денис Михайлович
Дени́с Миха́йлович Деде́чко (нар. 2 липня 1987, Київ) — український футболіст, опорний півзахисник молдовського клубу «Зімбру», а також, в минулому, гравець збірної України.

## Біографія
Починав свою футбольну кар'єру у дитячій команді Зміна-Оболонь. Також виступав за Київ-Схід.

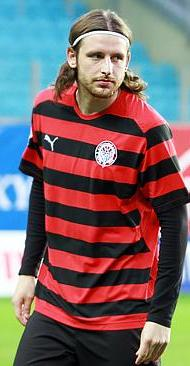
Денис Дедечко у складі «Амкара». 5 травня 2010 року

2004 року був запрошений до київського «Динамо-2». За три роки Денис провів у першій лізі понад 50 матчів, а 25 травня 2005 року дебютував за основну команду в матчі проти луцької «Волині». Однак, закріпитися в основному складі «Динамо» Київ не вдалося і наступні півроку на правах оренди футболіст провів у охтирській команді «Нафтовик-Укрнафта», а згодом ще рік у російському клубі «Промінь-Енергія».
У січні 2010 року Валерій Газзаєв узяв Дениса з «Динамо» на збір до Ізраїлю, але після повернення до Києва гравець підписав контракт з «Амкаром», а в липні того ж року перейшов у «Краснодар», за який зіграв один рік, півся чого повернувся у «Промінь-Енергію».
В липні 2012 рок повернувся в Україну, підписавши контракт з криворізьким «Кривбасом». У складі команди в сезоні 2012/13 провів 24 матчі і забив 1 гол, також віддав 2 гольові передачі і отримав 9 жовтих карток. Наприкінці травня 2013 року на правах вільного агента підписав дворічний контракт з полтавською «Ворсклою», який набрав чинності 1 липня. За два сезони провів за полтавців 46 матчів в чемпіонаті і забив 6 голів.
В червні 2015 року на правах вільного агента підписав контракт на 2,5 роки з казахстанською «Астаною».
25 лютого 2016 року став гравцем «Олександрії», після закінчення сезону покинув клуб.
20 червня 2016 року став гравцем клубу «СКА-Хабаровськ» з російської Футбольної національної ліги. 28 листопада 2016 року залишив хабаровський клуб. 17 лютого 2017 року повернувся до табору армійців.
В кінці грудня 2017 року уклав піврічний контракт з клубом «Маріуполь». По закінченню терміну контракту покинув команду.
4 червня 2018 року вдруге повернувся в хабаровський клуб, підписавши угоду на 1 рік.
Наприкінці січня 2019 року повернувся до «Олександрії», підписавши 1,5—річний контракт.

### Кар'єра в збірній
Виступав за юнацькі збірні України до 17 і до 19 років, а також за молодіжну збірну до 21 року.
Наприкінці травня 2013 року вперше був викликаний до табору національної збірної України, головним тренером Михайлом Фоменко на товариський матч проти збірною Камеруну 2 червня і зустріч в рамках кваліфікації на чемпіонат світу 2014 проти збірної Чорногорії 7 червня. Проте на поле в тих матчах так і не вийшов.
Єдиний матч за збірну провів 14 серпня 2013 року проти збірної Ізраїлю (2:0), замінивши в перерві Анатолія Тимощука.

## Досягнення
- Володар Суперкубка України: 2007
- Володар Суперкубка Вірменії: 2020